# A Lenda de Uma Quinta Senhorial
En Herrgårdssägen ("A Lenda de Uma Quinta Senhorial") é um romance da escritora sueca Selma Lagerlöf, primeira mulher laureada com o Prêmio Nobel de Literatura. Foi publicado originalmente em 1899. A história descreve o desafio de uma jovem órfã para resgatar o estudante Gunnar Hede de seus problemas mentais, tais como depressão severa e ansiedade.  

## Trama
Gunnar Hede é um jovem estudante que se dedica mais ao prazer de tocar o antigo violino herdado de seu pai, do que a seus próprios estudos ou mesmo à sua jovem noiva. Após tomar ciência de que a propriedade no qual vive com a mãe, Munkhyttan, está correndo risco de ser vendida, Gunnar decide abrir mão de sua vocação como músico para se dedicar em impedir a perda da propriedade.
Pouco depois, porém, um velho cego, acompanhado por uma comitiva circense, aparece para tocar violino e se apresentar do lado de fora da propriedade de Hede. O estudante não se contém e desce pela janela a pedir o violino emprestado. Ele cativa o público ao mesmo tempo em que conhece Ingrid, neta do velho cego. Um velho casal de circo que agora viaja com seus truques acolheu Ingrid e seu avô, mas eles estão contrariados devido ao fato da moça não querer se envolver com as artes circenses. No entanto, Hede faz um discurso em defesa de Ingrid, o qual muda completamente a opinião do velho casal de circo sobre o assunto.
Com o passar do tempo, Hede passa a conceber a ideia de que o estudo é um caminho muito longo e demorado para ganhar dinheiro. Ele se torna, então, em um mercador andarilho a fim de, assim como seu avô, obter dinheiro suficiente para retomar a antiga glória de Munkhyttan. 
Na tentativa de obter o dinheiro que falta para salvar a propriedade, Hede embarca em um empreendimento desastroso: com a ajuda de um amigo, ele decide transportar cem cabras de Norrland para as florestas de Värmland; entretanto, quando uma nevasca repentina se instala sobre eles, fazendo com que Gunnar assista as cabras perecerem, uma a uma, diante de seus olhos, sem conseguir auxilio e sem poder agir, culminando em seu fracasso financeiro e, consequentemente, no rompimento do seu noivado, o acontecimento faz com que Hede perca completamente o juízo, passando a transitar como um mercador louco, a quem a população apelida de "O Bode".
Por seu turno, Ingrid, agora orfã, abandona a trupe circense após a morte do avô e passa a viver no presbitério de Roglanda, junto ao pastor e sua família. Sentindo-se abandonada e rejeitada pelos pais adotivos, Ingrid cai numa espécie de torpor mortal com todos acreditando em sua morte súbita a ponto de realizarem seu velório e levarem-na em um caixão para ser sepultada. Durante o funeral, no entanto, o "Bode" se aproxima do túmulo e toca seu violino. Ingrid sai do torpor como que ressuscitada pela música do mercador e então seus destinos se cruzam mais uma vez numa história de realidade e fantasia, loucura e sanidade, escuridão e luz, amor e perda, vida e morte.

## Crítica e temática
A temática psicológica do livro tem sido alvo de debate por parte de pesquisadores da obra de Lagerlöf tais como Henrik Wivel, Vivi Edström e Birgitta Holm. Conforme Edström escreve em "Selma Lagerlöf Livets vågspel": "Muito antes do conceito de identidade se tornar central dentro
psicologia, Selma Lagerlöf abordou questões como a busca pelo eu, e o subconsciente". 
O escritor alemão Thomas Mann teceu elogios ao romance por sua "percepção da natureza da loucura como refúgio e esquiva", ademais descrevendo que a loucura de Gunnar Hede, em sua lamentação demoníaca, como sendo, de forma alguma, uma fábula romântica vazia, mas um estudo clínico perfeitamente fundamentado, de autenticidade convincente". 

## Adaptações
O romance de Lagerlöf já foi adaptado para cinema, televisão, ópera e teatro. 
Sua adaptação mais famosa foi em 1923, onde foi levado às telas por Mauritz Stiller e Alma Söderhjelm no filme Gunnar Hedes saga ("The Blizzard", em inglês).
No entanto, o filme difere muito do romance e, no prefácio, é chamado de "uma adaptação livre baseada em "En herrgårdssägen". Lagerlöf não gostou do roteiro e relutantemente se deixou persuadir a filmá-lo.